# Gettrup (herregård)
 For alternative betydninger, se Gettrup. (Se også artikler, som begynder med Gettrup)
Gettrup hørte i 1500-tallet under Vitskøl Kloster og kom senere under Kronen. Er nu en avlsgård under Klitgaard Gods. Gården ligger i Ulsted Sogn, Aalborg Kommune, Region Nordjylland, tidligere Hals Kommune, Kær Herred, Ålborg Amt. Hovedbygningen er opført i 1845
Gettrup er på 120 hektar.

## Ejere af Gettrup
- (1500-1536) Vitskøl Kloster
- (1536-1579) Kronen
- (1579-1599) Henrik Gyldenstierne
- (1599-1629) Preben Gyldenstierne
- (1629-1638) Jørgen Brahe
- (1638-1642) Hans Johansen Lindenov til Hundslund
- (1642-1663) Ida Hansdatter Lindenov gift Beck
- (1663-1666) Kirsten Steensdatter Beck gift Rodsteen
- (1666-1685) Frederik Rodsteen
- (1685-1719) Kirsten Steensdatter Beck gift Rodsteen
- (1719-1730) Else Elisabeth Frederiksdatter Rodsteen
- (1730-1733) Kirstine Birgitte Bille gift Holck
- (1733-1776) Schack Vittinghof greve Holck
- (1776-1785) Burchard Georg Vittinghof greve Holck
- (1785-1788) Mariane Dorothea Trappaud gift (1) Holck (2) von der Lühe
- (1788-1795) C. G. J. von der Lühe
- (1795-1799) Mariane Dorothea Trappaud gift (1) Holck (2) von der Lühe
- (1799) Ulrik Christian von Schmidten til Urup / Konsortium
- (1799) Johan Conrad Schuchardt til Nøragergård
- (1799) Enke Fru Karl Friederich Stange
- (1799-1803) Hans Brantsen
- (1803-1804) Enke Fru Brantsen
- (1804-1828) Otto Henrik Sveistrup
- (1828-1830) Enke Ane Pouline Sveistrup f. Boldt
- (1830-1878) Johan Frederik Ammitzbøll / Anton Martinus Ammitzbøll (bror)
- (1878-1879) Anton Martinus Ammitzbøll
- (1879-1900) Rasmus Ammitzbøll (søn) / Cecilie Marie Ammitzbøll gift Schiøtz (søster)
- (1900-1907) Prioitetshaverne
- (1907-1909) N. Andersen / A. Andersen / H. G. Høst
- (1909) N. Andersen
- (1909-1913) C. Petersen
- (1913-1914) Nielsen
- (1914) C. Petersen
- (1914) M. Rasmussen
- (1914-1915) P. Støvring
- (1915-1916) H. P. Nielsen
- (1916-1922) Chr. Jensen / M. Jørgensen
- (1922) Chr. Jensen
- 1922 Peder Madsen
- 1941 Anne og Agnes Madsen
- (1945-1992) Forskellige Ejere
- (1992-2000) Anders Bundgaard
- (2000-) Klitgaard Agro A/S

## Gettrup trinbræt
Fjerritslev-Frederikshavn Jernbane (1899-1968) gik lige vest om Gettrup. Ved gården etablerede selskabet i 1949 Gettrup trinbræt med et læskur.